# Sturston (Norfolk)
Sturston – była wieś w Anglii, w hrabstwie Norfolk, w dystrykcie Breckland. Leży 39 km na zachód od Norwich i 127 km na północny wschód od Londynu. Podczas II wojny światowej wieś została włączona do poligonu wojskowego.